# Uranálise

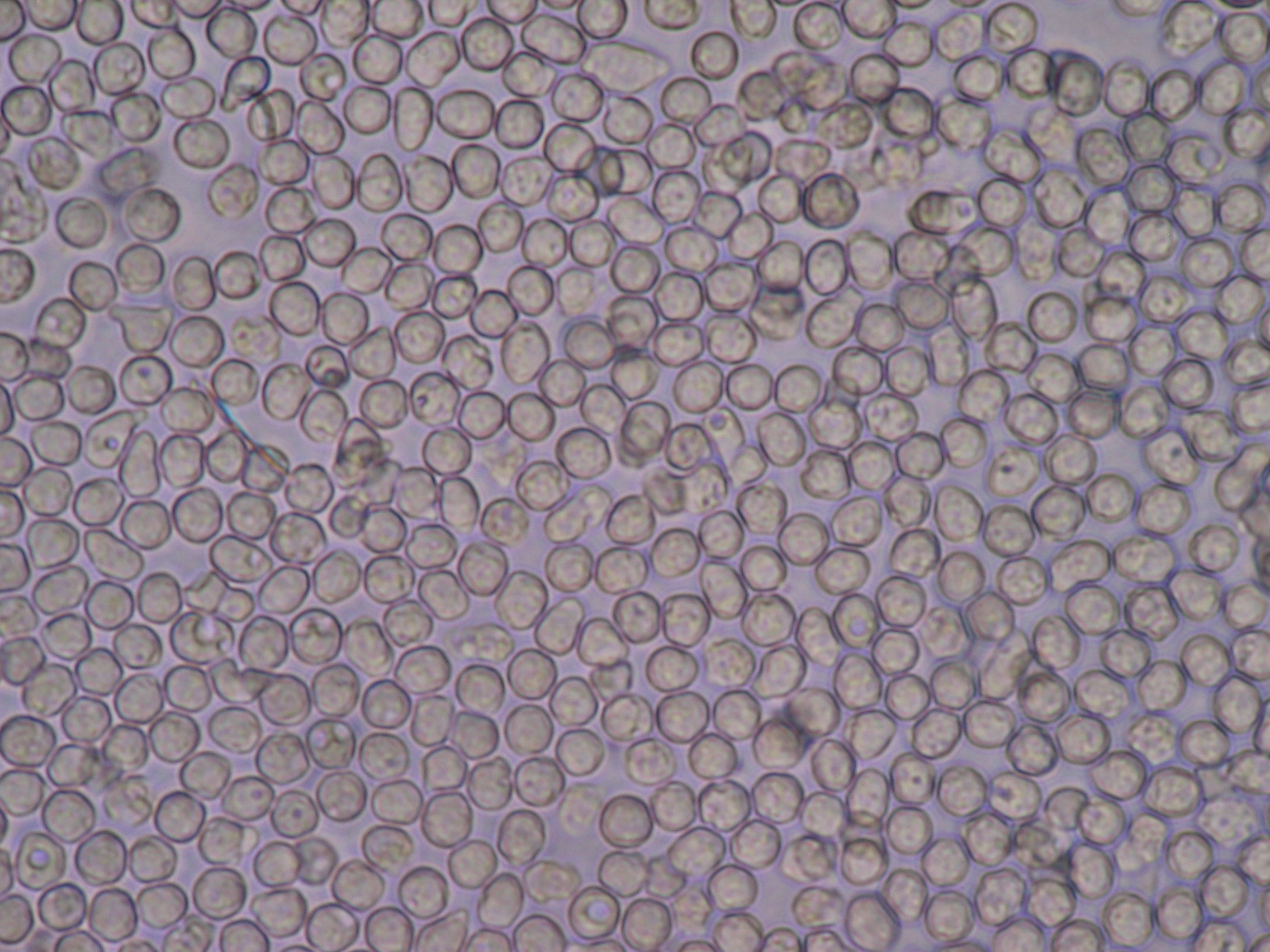
Glóbulos brancos de uma amostra de urina vistos em um microscópio.

A uranálise é a análise da urina com fins de diagnóstico ou prognóstico de estados fisiológicos ou patológicos. Consiste em uma subespecialidade da Patologia clínica. A análise da urina é um dos métodos mais comuns de diagnóstico médico. Já no tempo de Galeno (século II d.C) se praticava a uroscopia, que consistia na prática de se examinar a urina de um paciente em busca de sinais diagnósticos. A urina é um material de coleta simples, não invasiva e indolor, e seu exame fornece importantes informações tanto do sistema urinário como do metabolismo e de outras partes do corpo. O laboratório moderno dispõe de modernos instrumentos e metodologias, capazes de diagnósticos complexos de estados fisiológicos e patológicos através da urinálise, desde o diagnóstico da gravidez até o diagnóstico e acompanhamento de doenças urológicas e sistêmicas. Dentre os exames mais comuns realizados na urina estão:
- Exame de rotina de urina, também designado urinálise, uranálise, análise sumária de urina, urina tipo I ou EAS.
- Bacterioscopia e Urocultura.
- Teste de gravidez na urina.
- Clearence de Creatinina ou Depuração de creatinina.
- Dosagem do Ácido Vanilmandélico (VMA).
- Triagem para doenças metabólicas herdadas.
- Dosagens bioquímicas como: sódio, potássio, glicose, proteínas, microalbuminúria, cálcio, fósforo etc.
- Toxicologia e análise forense.

## Formação da urina
A unidade funcional do rim é o néfron, formado pelo glomérulo, pela alça descendente e ascendente de Henle e pelos túbulos contorcidos distal e proximal, os quais terminam nos ductos coletores. Cada porção do néfron tem uma função na formação da urina.
A cada minuto, o rim normal é perfundido por cerca de 1.200 mL de sangue, a partir dos quais são produzidos de 1 a 2ml de urina. O sangue é inicialmente filtrado na cápsula de Bowman (componente do glomérulo), gerando um ultrafiltrado (volume aproximado: 180 L a cada 24 horas) que passará pelos túbulos contorcidos e pela alça de Henle, terminando nos túbulos coletores.
O sangue penetra nos rins através da artéria renal, entrando no glomérulo através da arteríola aferente e subsequentemente deixando o néfron pela artéríola eferente. Através de alterações no seu diâmetro, estas arteríolas regulam a quantidade de sangue que é filtrada a cada momento (aumentando ou diminuindo a pressão hidrostática nos capilares glomerulares). Na cápsula de Bowman dos glomérulos (que consistem basicamente em capilares espiralados e um espaço virtual, que recebe o ultrafiltrado), são filtradas para a urina as substâncias dissolvidas no plasma com peso molecular inferior a 70.000 D. A cada minuto, cerca de 120 mL de água contendo substâncias de baixo peso molecular são filtradas através deste sistema. Aí o filtrado deve passar por três camadas filtrantes: a membrana das paredes capilares (cujas células contém poros especiais, sendo denominadas fenestradas), a membrana basal, e o epitélio visceral da cápsula de Bowmann.
O Fluxo de sangue através dos rins sofre influência do sistema renina-angiotensina-aldosterona. Quando os níveis de pressão sanguínea declinam, a renina (enzima produzida nos rins) provoca a produção de aldosterona, a qual aumenta a reabsorção de sódio e água. O oposto ocorre com a elevação da pressão. Esse sistema é um importante determinante da pressão arterial. Distúrbios neste sistema podem estar relacionados com a gênese da Hipertensão arterial.
No túbulo contorcido proximal, é realizada a reabsorção de substâncias essenciais e água, através de transporte ativo e passivo. No transporte ativo --- responsável pela reabsorção de glicose, aminoácidos e sais ---, proteínas transportadoras ligam-se às substâncias reabsorvidas, transferindo-as através das membranas celulares de volta ao sangue. No transporte passivo, as substâncias fluem através das membranas em resultado das diferenças de concentração e/ou cargas elétricas presentes nas soluções em cada lado da membrana. A reabsorção de água ocorre em todas as partes do néfron, excetuada a alça ascendente de Henle. A ureia é reabsorvida passivamente no túbulo contorcido proximal e na alça ascendente de Henle; o sódio (Na+) acompanha o transporte ativo do cloreto (Cl-, de carga elétrica oposta) que se realiza na alça ascendente de Henle.
É este transporte ativo de íons efetuado pelas células da Alça de Henle o responsável pela concentração da urina, pois à medida que o ultrafiltrado progride, forma-se --- por um mecanismo de contra-corrente --- um gradiente de concentração de sal, com concentração máxima no fundo da alça de Henle. A concentração do filtrado, dependente deste gradiente formado, começa no fim do túbulo contorcido distal e temina no ducto coletor. A permeabilidade de ambos à água é controlada pelo hormônio aldosterona, que, quando presente, torna as suas paredes permeáveis à água. Prosseguindo através do túbulo contorcido distal, e antes de atingir o tubo coletor, o filtrado sofre reabsorção adicional de sódio (sob o controle da aldosterona) antes que o fluido seja entregue aos túbulos coletores para a concentração final.
Outro fenômeno que ocorre no néfron é a secreção tubular. Esta permite a eliminação de resíduos não filtrados pelo glomérulo e a regulação do equilíbrio ácido-básico do organismo, através da secreção de íons H+ (Hidrogênio). Muitas substâncias ligadas às proteínas (como medicamentos) não podem ser filtradas pelos glomérulos, mas apresentam afinidade pelas células dos capilares tubulares, e são aí transportadas para o filtrado através destas.
Os íons bicarbonato (HCO3-) são fundamentais à manutenção do pH sanguíneo. Estes íons são livremente filtrados, e devem ser reabsorvidos, o que ocorre principalmente no túbulo cotornado proximal.
Íons H+ (Hidrogênio) em excesso devem ser excretados. Sua excreção se dá quando ligados a íons fosfato filtrados e não reabsorvidos e também ligados dos à Amônia (NH3), formando o íon amônio (NH4+), o qual é excretado.
O íon potássio(K+), filtrado livremente, é de importância na condução nervosa, contração muscular e na função cardíaca. Desequilíbrio na sua concentração pode ter conseqüências graves como a parada cardíaca. Cerca de 65% do potássio filtrado são reabsorvidos no túbulo proximal, outros 20 a 30% na alça de Henle.
Esses quatro últimos processos ocorrem simultaneamente, sendo sua velocidade determinada pelo equilíbrio ácido-básico do organismo.
Dos tubos coletores a urina já formada prossegue até o ureter, chegando à Bexiga, de onde é eliminada pela micção.

## Análise Clínica
Para a análise clínica da urina, é extremamente importante garantir coleta adequada e conservação. Cada exame realizado na urina requer uma série de cuidados especiais, devendo sempre ser seguidas as orientações do laboratório.

### Exame de Rotina da Urina
O exame mais comumente realizado na urina é denominado Exame de Rotina da Urina, também conhecido como análise sumária da urina ou EAS (elementos anormais e sedimentares). Para a realização do EAS é necessária a coleta de urina de jato médio, efetuada após rigorosa higiene dos genitais. A urina de jato médio é colhida desprezando-se a parte inicial da micção, preenchendo-se o coletor e desprezando-se o restante. Esse procedimento visa a eliminar resíduos e bactérias eventualmente presentes na urina. Coletores esterilizados de boca larga devem ser utilizados, estando disponíveis em farmácias e laboratórios clínicos. O ideal é a coleta da primeira urina da manhã, por ser a mais concentrada.
A urina pode ser coletada também por sondagem uretral ou punção suprapúbica, em casos especiais. Colhida desta maneira, a urina do paciente normal é um líquido estéril.
O EAS é um exame complexo, constituindo-se de pelo dos seguintes procedimentos:
1. Avaliação da cor (normalmente amarela ou amarela clara) e do aspecto (límpido ou turvo) são determinados por observação direta; neste mesmo momento, pode-se atentar e registrar eventuais odores anormais.
  1. A hematúria confere à urina uma cor de laranja a vermelha, podendo estar presentes rajas de sangue.
  2. Medicamentos podem conferir à urina tons diversos, como verde ou laranja escuro; outros estados patológicos podem resultar em alteração da cor da urina pela presença de pigmentos, sangue ou resíduos do metabolismo.
  3. A presença de bactérias ou elementos celulares (produzidos por descamação a partir de várias partes do sistema urinário) em quantidade anormal pode resultar em um aspecto turvo.
  4. Alguns medicamentos, como a Penicilina, produzem odor característico;
  5. Na infecção do trato urinário, a urina pode apresentar um odor desagradável.
2. Análise bioquímica da urina através de tiras reagentes. Existem diversa marcas de tiras reagentes para urinálise, que consistem em tiras de matéria plástica contendo diversos campos com reagentes químicos, que determinam a presença ou ausência de determinadas substâncias químicas na urina. Essas tiras são imersas na urina homogeneizada, aguarda-se um tempo de reação que varia em torno de 30 a 60 segundos, e a alteração de cada campo é comparada a uma escala visual. O procedimento pode também ser automatizado e é semi-quantitativo para algumas das substâncias. Entre os campos reagentes mais importantes estão os que determinam:
  1. O pH, útil na avaliação de cristalúria e de distúrbios renais que cursam com incapacidade renal de secretar ou reabsorver ácidos ou bases. As tiras usuais avaliam o pH na faixa em torno de 5 a 9; amostras com pH superior a 9 são consideradas inadequadas à análise por má conservação.
  2. A Densidade, a qual pode ser também checada por meio de um refratômetro é útil na avaliação da qualidade da amostra (urina muito diluída pelo excesso de ingestão de líquidos tem densidade próxima de 1.000, a densidade da água) e para avaliãção da capacidade do rim de concentrar a urina.
  3. Proteínas, que na urina normal estão ausentes. Podem estar presentes em doenças renais, diabetes etc.
  4. A glicose, também ausente na urina normal, e presente em pacientes diabéticos e casos de glicosúria renal. A glicosúria deve ser quantificada por análise bioquímica.
  5. Cetonas, ou Corpos Cetônicos, comummente presentes em pacientes diabéticos ou após jejum prolongado. são produzidos no metabolismo dos lipídeos, incluindo: acetona, ácido acetoacético e ácido beta-hidróxibutílico.
  6. O sangue (Hemoglobina), ausente na urina normal e presente nas hemorragias de qualquer causa que atingem o sistema urinário (Infecções urinárias, cálculo renal etc). A detecção de hemoglobina através da tira reativa deve ser correlacionada com a análise do sedimento.
  7. A bilirrubina, substância resultante do metabolismo da hemoglobina e que dá à urina coloração amarela. Sua presença em quantidade aumentada pode indicar hemólise ou hepatopatia. A Bilirrubinúria deve ser comprovada por testes químicos.
  8. O urobilinogênio, o qual que em quantidade elevada deve ser confirmado por meio de reagentes químicos; pode indicar hepatopatia, distúrbios hemolíticos ou porfirinúria. Assim como a bilirrubina, resulta do metabolismo da hemoglobina.
  9. O  nitrito, normalmente ausente, é produzido por algumas espécies de bactérias eventualmente presentes em infecções do urinárias. Sua positividade é indicativa da presença de bactérias na urina, mas sua negativivdade não exclui a presença de outros tipos de bactérias.
  10. A Esterase Leucocitária, enzima que indica a presença de leucócitos na urina. Essa análise deve ser correlacionada com a microscopia do sedimento urinário.
3. Análise microscópica do sedimento urinário[3]. Para esta, é necessária a centrifugação e concentração da urina em condições padronizadas. O sedimento concentrado é analisado à microscopia óptica, à procura de elementos anormais, que podem ser avaliados semi-quantitativamente ou quantitativamente (análise mais precisa). Podem estar presentes, entre outros elementos:
  1. Leucócitos. A leucocitúria se correlaciona a processos inflamatórios e infecciosos do sistema urinário.
  2. Hemácias devem ser avaliadas quanto à quantidade e morfologia (presença ou ausência dismorfismo eritrocitário).
  3. Células epiteliais de vários tipos, oriundas da descamação a partir de diversos pontos do trato urinário. Sua morfologia é indicativa de seu local de origem. Sua presença em quantidade elevada é anormal.
  4. Cristais. uma grande variedade de cristais pode ser encontrada na urina. A formação de cristais é influenciada pelo pH , densidade e temperatura da urina. Ainda que a maioria dos cristais não tenha significado clínico, existem alguns cristais que aparecem na urina por causa de alguma desordem metabólica.

- - Cristais de urina ácida (normal) - Uratos amorfos, ácido úrico, oxalato de cálcio.
  - Cristais de urina alcalina (normal) - fosfatos amorfos,. Fosfato triplo, carbonato de cálcio.
  - Cristais de urina anormal - Cistina, leucina, tirosina, colesterol e sulfonamidas.[4].

1. Parasitas, como levedura
2. Infecção do trato urinário (Candida) ou protozoários (Trichomonas vaginalis).
3. Bactérias. Mesmo que a urina seja um produto residual, ela é um líquido estéril livre de micróbios e de produtos químicos tóxicos. O ingrediente principal é a água, seguido por uréia, hormônios, enzimas, sais e outros minerais. De acordo com defensores da urinoterapia, possui propriedades cicatrizantes, anti-sépticas e antimicrobianas. No entanto, as infecções bacterianas estão presentes no trato urinário (em qualquer lugar nos rins, bexiga e uretra) e na pele fora da uretra. Presença de bactérias é testada com a ajuda de teste da cultura de urina.
  1. Cultura de urina e teste de sensibilidade
  2. Testes da cultura de urina são realizados para identificar tipos de bactérias, leveduras e outros micróbios presentes numa amostra de urina. Neste procedimento, uma gota de amostra de urina (recolhido no frasco estéril) é posta sobre uma placa de ágar e a placa fica guardada num lugar com condições controladas para promover o crescimento de micróbios. Se as bactérias estão presentes, eles formam colônias no meio nutriente de agar dentro de 1 a 2 dias. Embora cor, forma e tamanho das colônias sejam utilizados para identificar o tipo de bactérias, o que indica o nível de contaminação é o número de organismos vivos numa colônia.
  3. Tipos de bactérias encontradas na urina
  4. Na interpretação de exame de urina, a maior atenção é dada ao tipo de bactéria predominante. Mas, também há casos, em que dois ou mais tipos de bactérias estão presentes na placa de ágar. Se este for o seu resultado significará a infecção por mais de um agente patogênico. As vezes infecção bacterial do trato urinário é assintomática. Durante a gravidez, a presença de bactérias na urina é um problema comum. Apresentamos abaixo alguns tipos comuns de bactérias na urina.
  5. Escherichia coli  No corpo humano, a E. coli é encontrado na secção inferior do tracto intestinal. Esta bactéria gram negativa é excretada pelas fezes no momento da evacuação. Na falta de higiene é muito provável que a E. coli da matéria fecal vá diretamente para a uretra subindo assim para cima no trato urinário. Em condições favoráveis esta bactéria se divide rapidamente, resultando em infecção do trato urinário. Qualquer parte do trato urinário pode ser infectado por esta bactéria, pois é ela que provoca infecção nos rins (pielonefrite), infecção da bexiga (cistite) e infecção da uretra (uretrite).
  6. Enterococcus faecalis  Este é um dos tipos mais comuns de bactérias presentes na urina. Uma bactéria gram-positiva, encontra-se no tracto gastrointestinal em pessoas saudáveis. Entra no trato urinário da mesma forma que Escherichia coli, é caracterizada por multiplicação descontrolada e pode causar infecções sérias no trato urinário. Além de infetar este último, a bactéria Enterococcus faecalis é capaz de infectar sangue, região pélvica e feridas abertas. Infecções causadas por este tipo de bactéria são difíceis de tratar, como o agente patogênico causador é resistente aos antibióticos frequentemente receitados, incluindo penicilina.  Tipos de bactérias encontradas na urina, na interpretação de exame de urina, a maior atenção é dada ao tipo de bactéria predominante. Mas também há casos, em que dois ou mais tipos de bactérias estão presentes na placa de ágar. Se este for o seu resultado significará a infecção por mais de um agente patogênico. As vezes infecção bacterial do trato urinário é assintomática. Durante a gravidez, a presença de bactérias na urina é um problema comum. Apresentamos abaixo alguns tipos comuns de bactérias na urina. Escherichia coli  No corpo humano, a E. coli é encontrado na seção inferior do tracto intestinal. Esta bactéria gram-negativa é excretada pelas fezes no momento da evacuação. Na falta de higiene é muito provável que a E. coli da matéria fecal vá diretamente para a uretra subindo assim para cima no trato urinário. Em condições favoráveis esta bactéria se divide rapidamente, resultando em infecção do trato urinário. Qualquer parte do trato urinário pode ser infectado por esta bactéria, pois é ela que provoca infecção nos rins (pielonefrite), infecção da bexiga (cistite) e infecção da uretra (uretrite). Enterococcus faecalis Este é um dos tipos mais comuns de bactérias presentes na urina. Uma bactéria gram-positiva, encontra-se no tracto gastrointestinal em pessoas saudáveis. Entra no trato urinário da mesma forma que Escherichia coli, é caracterizada por multiplicação descontrolada e pode causar infecções sérias no trato urinário. Alem de infetar este último, a bactéria Enterococcus faecalis é capaz de infectar sangue, região pélvica e feridas abertas. Infecções causadas por este tipo de bactéria são difíceis de tratar, como o agente patogénico causador é resistente aos antibióticos frequentemente receitados, incluindo penicilina.  Klebsiella pneumoniae Outro tipo de bactérias da urina é K. pneumoniae. Como o nome sugere, é responsável por causar pneumonia. Esta bactéria coloniza a pele, a faringe, o trato gastrointestinal, os pulmões e as feridas pós-operatórias. Infecção do trato urinário por esta bactéria gram-negativa é habitualmente relatada em crianças, em idosos e em pessoas com sistema imunológico enfraquecido. O diagnóstico e tratamento desta infecção bacteriana é cruciail, porque o agente patogénico não é sensível a alguns antibióticos.  As bactérias do tipo Proteus  Espécies de Proteus, juntamente com E. coli, Klebsiella e outras cepas de bactérias compõem a flora do trato intestinal. Infecção por Proteus é causada quando as bactérias gram-negativas (especialmente P. mirabilis) que estão presentes em ambos os intestinos encontram o caminho para bexiga e uretra. Em pacientes com infecção por Proteus, a amostra de urina é mais escura, alcalina e tem o mau cheiro. Por vezes, as células sanguíneas estão presentes na urina (hematúria), e o paciente tem a sensação de ardor durante a micção, juntamente com uma frequente vontade de urinar. As bactérias Lactobacillus  Esta cepa de bactérias gram-positivas está presente no tracto gastrointestinal (TGI), no tracto urinário e na vagina em mulheres. Cria um ambiente ácido através da produção de ácido láctico, tornando assim a área da sua proliferação desfavorável para o crescimento de outros micróbios prejudiciais. Por isso, encontrada na amostra de urina em associação simbiótica com alguns outros representantes de flora intestinal em quantidades vestigiais não é uma preocupação. No entanto, a multiplicação rápida desta bactéria não é um bom sinal e indica infecções.  Geralmente, as mulheres são mais vulneráveis a infecções urinárias do que os homens. As razões são: a abertura da uretra, proximidade de ânus e a uretra mais curta. As bactérias da pele, da vagina ou do reto podem subir pela uretra e acumular-se no trato urinário. De certeza, alguns delas serão excretados através da urina, mas outras poderão provocar problemas. Conforme a interpretação da análise da urína e determinação de tipos de bactérias, o urologista vai sugerir terapia antibacteriana para o paciente.
4. Cilindros. Formados na luz do túbulo contorcido distal e do duto coletor, têm como seu principal componente a proteína de Temm-Horsfall, proteína excretada pelas células tubulares renais. Há cilindros de diversos tipos, e podem conter inclusões celulares.
  1. A presença de cilindros hialinos em pequena quantidade é normal, principalmente após o exercício físico.
  2. Cilindros hematínicos contém hemácias e/ou hemoglobina.
  3. Cilindros leucocitários contém leucócitos em seu interior e são indicativos de infecção ou inflamação no interior do néfron.
  4. Cilindros epiteliais contém células epiteliais e são indicativos de lesão tubular renal.
  5. Cilindros granulares são resultantes da degradação dos outros tipos de cilindro, podendo também conter bactérias.
  6. Cilindros céreos representam um estágio avançado da evolução natural de cilindros granulosos patológicos.
  7. Cilindros adiposos são produzidos pela decomposição de cilindros de células epiteliais que contém corpos adiposos ovais. Essas células absorvem lipídeos que entram no túbulo através dos glomérulos. Esses cilindros podem ser identificados com precisão através da coloração pelo Sudan IV, que os cora em vermelho.
  8. Cilindros largos moldam os túbulos contorcidos distais, e resultam da distorção da estrutura tubular. São muito maiores do que os outros  e indicam prognóstico desfavorável.

1. Opcionalmente a análise do sedimento urinário pode ser feita mediante a adição de corantes.
2. Dosagem quantitativa em analisador bioquímico de algumas substâncias eventualmente encontradas, como proteínas e glicose.

Todo o procedimento, manual e/ou automatizado, deve ser submetido a procedimentos complexos de garantia de qualidade, correlacionando-se os resultados de uma etapa de análise com as demais e com as condições clínicas do paciente.

### Urocultura
A coleta de urina para a urocultura é ainda mais exigente do que a coleta para o EAS. Deve ser utilizado coletor próprio estéril, tomando-se todo o cuidado para não contaminar a urina com bactérias provenientes de fora do sistema urinário. A coleta segue os mesmos procedimentos da coleta do EAS, com a diferença de que se deve adotar técnica estéril. Deve ser feita de preferência no próprio laboratório, sob supervisão de um profissional treinado. O ideal é colher a primeira urina da manhã, mas se não for possível deve-se colher urina que permaneceu na bexiga pelo menos por um período de duas a quatro horas. Dentro do laboratório, a urina colhida no mesmo frasco pode ser separada e destinada à execução do EAS.
A urocultura é realizada por meio da semeadura de uma pequena gota da urina homogeneizada, separada por meio de uma alça de platina calibrada. Isto possibilita a quantificação de bactérias eventualmente presentes na urina, o que lhe confere maior precisão diagnóstica. As bactérias são contadas em termos de UFC/mL (Unidades Formadoras de Colônia/mL), pois de acordo com esta técnica considera-se que, na amostra diluída e semeada, cada célula bacteriana fixada no meio de cultura dará origem a uma colônia bacteriana (as colônias são contadas após um período de incubação a 37°C, o que possibilita a multiplicação celular bacteriana).
Geralmente considera-se que um número igual ou superior a 105 UFC/ML é forte indicativo de infecção bacteriana,  ao passo que quantidades inferiores a 10³ UFC/mL não são consideradas significativas. Um valor entre estes dois sugere contaminação de coleta. Entretanto constatou-se que em uma coleta usual, apenas cerca de 80% dos resultados superiores a 105 UFC/ML representam uma infecção verdadeira, sendo que os restantes correspondem a bacteriúria assintomática. Assim, uma avaliação mais criteriosa dos sinais e sintomas é necessária, incluindo se possível a realização simultânea do EAS. Nas urinas colhidas por sondagem uretral e punção supra-púbica, qualquer número de bactérias presente é considerado significativo de bacteriúria e deve ser rigorosamente avaliado do ponto de vista clínico.
A urina é semeada em meios de cultura apropriados para o isolamento de bactérias Gram-positivas e Gram-negativas, excluídas as bactérias anaeróbicas que não são usualmente pesquisadas ; Em uma segunda etapa do exame, as bactérias que cresceram na etapa de isolamento são incubadas em meios adequados para a determinação da sua espécie (Identificação) e susceptibilidade a antimicrobianos, o chamado antibiograma. Estes resultados representam importantes guias para o médico na condução do tratamento, e, coletivamente, para avaliações epidemiológicas.

### Urina de primeiro jato
A urina de primeiro jato é colhida quando se deseja pesquisar parasitas eventualmente presentes na uretra. Dentre estes os principais são o Trichomonas vaginalis (protozoário) e a Neisseria gonorrhoeae (bactéria).  após a higiene dos genitais externos, colhe-se em frasco apropriado (estéril) apenas o primeiro jato da micção. Este jato leva consigo os micro-organismos que porventura se encontrem presentes na uretra. A urina assim colhida pode ser concentrada e observada à microscopia ou cultivada.
O Trichomonas vaginalis é o os causador da tricomoníase; a Neisseria Gonorrhoeae, da gonorreia (ambas consideradas Doenças sexualmente transmissíveis). O primeiro pode ser identificado facilmente através da microscopia óptica simples, pela observação de sua aparência característica e mobiidade. Opcionalmente, pode ser realizado um esfregaço corado.
O achado, em um esfregaço corado pelo Gram, de diplococos Gram-negativos intra-celulares (no citoplasma de neutrófilos) é típico da infecção pela Neisseria gonorrhoeae. Esta é uma bactéria dita fastidiosa, isto é, de crescimento e isolamento difícil. Requer para seu isolamento e cultura o uso de meios e técnicas bacteriológicas especiais: Deve ser utilizado o meio de Thayer-Martin, em ambiente de microaerofilia.

### Urina de 24 Horas
Em determinadas circunstâncias, é necessária a coleta de toda a urina emitida durante um dia. Isto acontece, por exemplo, quando se deseja avaliar a função de filtração urinária através da  Depuração da Creatinina, ou quando se deseja avaliar a excreção urinária de certos metabólitos de importância clínica, como o Ácido Vanilmandélico (sua dosagem urinária é importante na avaliação de causas de Hipertensão arterial). Nessas circunstâncias, é importante a coleta durante um período de 24 horas, seja devido a variações nos parâmetros das análises produzidas pelo ritmo circadiano, seja para aumentar a precisão das determinações.
Para a coleta de urina de 24 horas, deve-se seguir com critério o procedimento descrito abaixo:
1. Em alguns casos, pode ser necessária uma dieta específica no período que antecede e/ou durante o período de coleta.
2. Normalmente, deve ser utilizado coletor (garrafa) fornecido pelo laboratório de análise.
  1. Deve-se ter atenção ao fato de que algumas análises requerem o uso de coletor contendo substâncias conservantes. Estes coletores deverão ser utilizados conforme orientações feitas pelo pessoal especializado do laboratório.
  2. No caso da determinação do Ácido Vanilmandélico, o conservante utilizado é o Ácido Clorídrico, o qual deve ser manuseado com cuidado, por ser uma substância de poder corrosivo; assim, deve ser evitado o contacto direto com a pele e a mucosas.
3. Marcar o horário para o início da coleta; este horário deve ser o mesmo, no dia seguinte, marcado para o final da coleta;
4. Esvaziar a bexiga neste horário, desprezando-se integralmente a primeira micção;
5. Colher com cuidado o conteúdo integral de todas as micções realizadas a partir deste horário, inclusive a primeira micção efetuada no horário marcado como final.
6. Entre as coletas, a urina deve ser armazenada em geladeira, de maneira a se evitar o crescimento bacteriano em seu interior, com metabolismo das substâncias que se deseja dosar;
7. Não se deve ingerir bebidas alcoólicas durante o período de coleta;
8. A urina deve ser encaminhada prontamente ao laboratório, e mantida refrigerada até o momento de entrega.
9. Ao chegar ao laboratório, o volume total da urina será determinado, e após completa homogeneização, uma amostra adequada será reservada para as análises.